# Fangshan (sockenhuvudort i Kina, Zhejiang Sheng, lat 28,02, long 120,31)
Fangshan (kinesiska: Hsü-ch’ien, 方山, 方山乡) är en sockenhuvudort i Kina. Den ligger i provinsen Zhejiang, i den östra delen av landet, omkring 250 kilometer söder om provinshuvudstaden Hangzhou. Antalet invånare är 3 682. Befolkningen består av 1 858 kvinnor och 1 824 män. Barn under 15 år utgör 19,0 %, vuxna 15-64 år 58 %, och äldre över 65 år 21,0 %.
Runt Fangshan är det tätbefolkat, med 849 invånare per kvadratkilometer. Närmaste större samhälle är Wenxi, 16,6 km norr om Fangshan. I omgivningarna runt Fangshan växer i huvudsak blandskog.
Genomsnittlig årsnederbörd är 2 093 millimeter. Den regnigaste månaden är juni, med i genomsnitt 303 mm nederbörd, och den torraste är januari, med 64 mm nederbörd.